# Sphaerangium rufescens
Sphaerangium rufescens là một loài rêu trong họ Pottiaceae. Loài này được (A. Jaeger) A. Jaeger mô tả khoa học đầu tiên năm 1873.